# 懷城 (阿肯色州)
懷城（英語：Y City）是位於美國阿肯色州斯科特縣的一個非建制地區。該地的面積和人口皆未知。

## 地理
懷城的座標為34°44′05″N 94°04′38″W / 34.73472°N 94.07722°W，而該地的平均海拔高度為226米（即741英尺）。